# 42 (canción)
42 es una canción de la banda británica Coldplay, escrita por sus cuatro integrantes. Fue editada en su exitoso álbum Viva la Vida or Death and All His Friends del año 2008.
Originalmente se pensaba titularle "Thought You Might be a Ghost" (español: “Pensabas que Quizás Fueses un Fantasma”), una línea repetida en el estribillo de la canción.  No obstante, esto fue sustituido por 42, el número favorito de Chris Martin. Aunque no fue sencillo, se pensaba lanzarla como el primero del álbum, pero por recomendación de Brian Eno, se lanzó Violet Hill en su lugar. Chris Martin comentó acerca de la canción: "Bueno, la grabación entera es - si se tratara de una grabación de B.I.G Records, seria llamada: Vida y Muerte. Quizá porque hemos visto como gente cercana a nosotros ha fallecido, pero tenemos algunos milagros, tenemos hijos. Así que, ver la Vida ha sido algo muy reciente para nosotros, y entonces ambas, muerte y vida sobresalen un poco a menudo. Se llama 42 porque es mi numero favorito. Y creo que es probable que este entre los tres primeros números favoritos de Will también"
Fue tocada solamente durante la gira de promoción de Viva la Vida or Death and All His Friends entre los años 2008 y 2010, con excepción de una sola vez, durante la ceremonia de clausura de los Juegos Paralímpicos de Londres 2012. Una versión en vivo de la canción fue incluida en el disco LeftRightLeftRightLeft el cual se regalaría a los fanes al finalizar los últimos conciertos de la gira.
A pesar de no ser sencillo, se lanzó un CD promocional en Europa que incluye un radio edit de la canción y fue repartido en estaciones de radio.

## Lista de canciones
| Promo CD |                   |          |  |
| N.º      | Título            | Duración |  |
| 1.       | «42» (Radio edit) | 3:01     |  |
| 3:01     |                   |          |  |